# Tricloreto de antimônio
Tricloreto de antimônio é o composto químico com a fórmula SbCl3. Este sólido incolor e mole com um odor pungente era conhecido pelos alquimistas  como manteiga de antimônio.

## Preparação
Tricloreto de antimônio é preparado pela reação de cloro com antimônio, trióxido de antimônio ou trissulfeto de antimônio. Isto pode ser feito pelo tratamento de trióxido de antimônio com ácido clorídrico.

## Aplicações
Assim como outros compostos de antimônio, como os óxidos, os sulfetos, o antimoniato de sódio, etc, o tricloreto de antimônio é usados na produção de materiais à prova de fogo e na formulação de tintas para pintura em cerâmicas e vidros.